# Димок зі ствола
«Димок зі ствола» (англ. Gunsmoke) — тривалий американський телесеріал, спочатку виходив на радіо, а пізніше на телебаченні. Дія шоу проходить в Додж-Сіті, штат Канзас, і в основі сюжету — наведення порядку на Заході США в дев'ятнадцятому столітті.
Програма виходила на американському радіо з 1952 по 1961 рік, а телеверсія стартувала 10 вересня 1955 на CBS і тривала протягом двадцяти сезонів, аж до фіналу в 1975 році. Серіал увійшов в історію, ставши найтривалішою драмою в прайм-тайм, і залишався абсолютним лідером до 2010 року, коли «Закон і порядок» зрівнявся з ним за тривалістю (проте мав тільки 456 епізодів в порівнянні з 635 Gunsmoke). У листопаді 2016 року оголошено, що мультсеріал «Сімпсони» продовжено ще на два сезони — до 2019 року, давши цим зрозуміти, що програма планує побити рекорд серіалу «Димок зі ствола» по тривалості та кількості серій серед усіх знятих за сценаріями телешоу в історії США.
В квітні 2018 вийшла 636 серія мультсеріалу «Сімпсони», побивши рекорд «Димок зі ствола».
Серіал займав місце найпопулярнішої програми на телебаченні з 1957 по 1961 рік, до того моменту, коли хронометраж епізодів було розширено з півгодини до години. Шоу залишалося популярним протягом усього періоду трансляції та його закриття було несподіваним як для глядачів, так і акторів, враховуючи, що проект в останньому сезоні все ще перебував в числі 30 найпопулярніших програм. Хоча програма була закрита в 1975 році і замінена на «Роду», повтори епізодів регулярно виходили в ефір на безлічі інших каналів, а також було знято кілька телефільмів-продовжень. Також в період піку успіху серіалу випускалася супутня продукція, в тому числі відео-гра, комікси та книги.
За свою двадцятирічну історію серіал отримав ряд нагород, в тому числі шість премій «Еммі», включаючи нагороду за найкращий драматичний серіал в 1958 році. Через десятиліття проект багаторазово включався до списків найкращих шоу в історії телебачення. У 2002 році серіал був включений в список п'ятдесяти найбільших телешоу всіх часів за версією TV Guide. У 2013 році TV Guide розмістив його під № 27 у своєму списку 60 найкращих серіалів.